# Quina (planta)
La quina (Cinchona pubescens) és una espècie de planta amb flors del gènere cincona (Cinchona) dins la família de les rubiàcies (Rubiaceae). És un arbre natiu de zones tropicals, desde Costa Rica fins al nord-oest d'Amèrica del Sud.

## Taxonomia
Aquesta espècie va ser publicada per primer cop l'any 1790 a la revista danesa Skrivter af Naturhistorie-Selskabet (Escrits de la Societat d'Història Natural) pel botànic dano-noruec Martin Vahl (1749-1804).

### Sinònims
Els següents noms científics són sinònims de Cinchona pubescens:
- Sinònims homotípics

- Quinquina pubescens (Vahl) Kuntze

- Cinchona caloptera Miq.
- Cinchona chomeliana Wedd.
- Cinchona colorata C.J.Laubert ex B.D.Jacks.
- Cinchona cordifolia Mutis
- Cinchona cordifolia var. macrocarpa Wedd. ex Howard
- Cinchona cordifolia var. microcarpa Howard
- Cinchona cordifolia var. peruviana Howard
- Cinchona cordifolia var. rotundifolia (Pav. ex Lamb.) Wedd.
- Cinchona cordifolia var. vera Wedd.
- Cinchona coronulata Miq.
- Cinchona decurrentifolia Pav.
- Cinchona elliptica Wedd.
- Cinchona goudotiana Klotzsch ex Triana
- Cinchona govana Miq.
- Cinchona howardiana Kuntze
- Cinchona lechleriana Schltdl.
- Cinchona lutea Pav.
- Cinchona morado Ruiz
- Cinchona obovata Pav. ex Howard
- Cinchona ovata Ruiz & Pav.
- Cinchona ovata var. rufinervis (Wedd.) Wedd.
- Cinchona ovata var. vulgaris Wedd.
- Cinchona palescens Vell.
- Cinchona pallescens Ruiz ex Vitman
- Cinchona pallescens var. ovata (Ruiz & Pav.) Howard
- Cinchona pelalba Pav. ex DC.
- Cinchona pelletieriana Wedd.
- Cinchona platyphylla Wedd.
- Cinchona pubescens var. cordata DC.
- Cinchona pubescens var. ovata (Ruiz & Pav.) DC.
- Cinchona pubescens var. pelletieriana (Wedd.) Wedd.
- Cinchona pubescens var. purpurea (Ruiz & Pav.) Wedd.
- Cinchona purpurascens Wedd.
- Cinchona purpurea Vell.
- Cinchona purpurea Ruiz & Pav.
- Cinchona rosulenta Howard ex Wedd.
- Cinchona rotundifolia Pav. ex Lamb.
- Cinchona rubicunda Tafalla ex Wedd.
- Cinchona rufinervis Wedd.
- Cinchona rugosa Pav. ex DC.
- Cinchona subsessilis Miq.
- Cinchona succirubra Pav. ex Klotzsch
- Cinchona succirubra var. conglomerata Howard
- Cinchona succirubra var. cuchicara Howard
- Cinchona succirubra var. erythroderma' Howard
- Cinchona succirubra var. spruceana Howard
- Cinchona succirubra var. vera Howard
- Cinchona tucujensis H.Karst.
- Quinquina obovata (Pav. ex Howard) Kuntze
- Quinquina ovata (Ruiz & Pav.) Kuntze
- Quinquina succirubra (Pav. ex Klotzsch) Kuntze